# 中华路街道 (平乡县)
中华路街道，是中华人民共和国河北省邢台市平乡县下辖的一个街道办事处。
2013年，河北省民政厅批复同意将丰州镇所辖的南牌、北牌、东河村、西河村、赵河东、徐河东、李河东、前进、人民街、马前屯、马后屯11个居民委员会划出，设立中华路街道办事处。随着村改居工作的推进，三年内自行撤销丰州镇，将丰州镇所辖村居全部划入中华路街道办事处管辖。中华路街道办事处驻中华路208号。

## 行政区划
中华路街道下辖以下地区：
南牌社区、北牌社区、前进社区、人民街社区、东河村社区、老吾庄社区、西河村社区、马前屯村、马后屯村、赵河东村、徐河东村和李河东村。